# Зелёный Луг (Красноярский край)
Зелёный Луг — посёлок в Канском районе Красноярского края России. Входит в состав Чечеульского сельсовета.

## История
В 1976 г. Указом Президиума ВС РСФСР посёлок центральной усадьбы откормсовхоза переименован  в Зелёный Луг.

## Население
| 2010 |
| ---- |
| 276  |

## Инфраструктура
Было развито коллективное сельское хозяйство; действовал откормочный совхоз. 

## Транспорт
Выезд на трассу 04Н-467 «Канск – Тарай». Автобусное сообщение с райцентром (маршрут 118 до Канска на сентябрь 2021).